# Línea 12 (EMT Málaga)
La Línea 12 de la EMT de Málaga fue una línea, actualmente extinta, que unía San Andrés en Carretera de Cádiz con el Paseo del Parque. 

## Características
La línea 12 era la línea histórica de la zona de la avenida de Europa, y fue además la línea de pruebas del sistema de la EMT. Daba servicios a barriadas muy pobladas como son La Luz, Vistafranca o San Andrés. En un principio, la línea comenzaba en Muelle Heredia y finalizaba en San Andrés, aunque posteriormente su cabecera se alargó hasta el P.I. Santa Bárbara. A principios de los años 2000, cambió la ubicación de su cabecera del Muelle Heredia al Paseo del Parque. En 2004 fue fusionada con la línea 1, aunque durante algunos años continuó existiendo relegada a línea de carácter eventual (en la actualidad . 
En los años 1980, la EMT utilizó la línea 12 para probar expendedoras en las paradas y dentro de los autobuses, intentando sustituirlos por el tradicional sistema de compra y recarga de bonobuses en los estancos. La intención era haber implementado este sistema en el resto de la red si hubiera tenido éxito.

### Material asignado
Los autobuses asignados a la línea eran:
- Pegaso 6038 A
- Renault PR.100
- Mercedes-Benz O-305
- Volvo B10M
- Scania N-112
- Pegaso 6420
- Scania K-92
- DAF SB 220 LC

## Recorridos y paradas

### Sentido Paseo del Parque
La línea comenzaba en el Polígono Industrial Santa Bárbara. 
Pasaba por debajo de la autovía MA-20 para enfilar la avenida de Europa que recorre en su totalidad, dando servicio a los barrios de San Andrés, Vistafranca entre otros y pasando en las cercanías de la estación de Cercanías Victoria Kent. Giraba a la derecha en la avenida de la Paloma para continuar en línea recta por la avenida Sor Teresa Prat, calle La Hoz, calle Ayala y calle Salitre. Giraba a la izquierda en el pasillo del Matadero y discurría por la avenida de la Aurora y la avenida de Andalucía antes de entrar en la Alameda Principal, donde hacía parada en el lateral sur. Continuaba recto por el paseo del Parque. 
La cabecera se encontraba en el paseo del Parque, cerca de la rotonda del general Torrijos. 
| Código | Parada                                 | Común con           | Otras conexiones      |
| ------ | -------------------------------------- | ------------------- | --------------------- |
| 172    | HERMANOS LUMIÈRE                       |                     |                       |
| 1261   | Av. Europa – Santa Bárbara             |                     |                       |
| 1252   | Av. Europa – Cmno. Viejo de Churriana  |                     |                       |
| 1253   | Av. Europa – San Andrés 2ª Fase        |                     |                       |
| 1254   | Av. Europa – Vistafranca               |                     | Victoria Kent         |
| 1255   | Av. Europa – San Andrés 1ª Fase        |                     |                       |
| 1256   | Av. Europa – Bda. El Torcal            |                     |                       |
| 1519   | Av. de la Paloma                       | 15 16               |                       |
| 357    | Av. de la Paloma – Bda. Girón          | 3 5 9 10 27 31 N1   |                       |
| 1259   | La Hoz – Mercado de Huelin             | 3 5 9 10 16 27 A N1 | M-110 M-113           |
| 360    | Ayala – Jardín de la Abadía            | 3 5 9 10 16 27 N1   | M-110 M-113           |
| 361    | Ayala – Iglesia                        | 3 5 9 10 16 27 N1   |                       |
| 362    | Ayala – Los Arcos                      | 3 5 9 10 16 27 A N1 | M-110 M-113           |
| 368    | Salitre – Jacinto Verdaguer            | 3 5 9 10 16 C2 N1   |                       |
| 364    | Salitre – Pasillo del Matadero         | 3 5 9 10 16 C2 N1   |                       |
| 253    | Av. de la Aurora – Correos             | 1 3 20 C2 N1        | Málaga-Centro-Alameda |
| 171    | Alameda Principal Sur                  | 37 C2 A N2          |                       |
| 116    | Paseo del Parque – Plaza de la Marina  | 37 C2 N2            |                       |
| 117    | Paseo del Parque – Ayuntamiento        | 37 C2 N2 N4         |                       |
| 1201   | PASEO DEL PARQUE – PLAZA GRAL. TORIJOS | 14 37 C2 N2         |                       |

### Sentido San Andrés
La cabecera se encontraba situada en la acera norte del Paseo del Parque, cerca de la plaza del General Torrijos. 
Desde el paseo del Parque discurría recto por la Alameda Principal, rodeaba el edificio de Hacienda para llegar a calle Cuarteles. A partir de calle Cuarteles, enfilaba el eje principal de la Carretera de Cádiz a través de la calle Héroe de Sostoa, se desvíaba a la altura del cruce con la avenida Juan XXIII hacia la avenida de Europa, que recorría en su totalidad pasando por los barrios densamente poblados de La Luz, Vistafranca, Nuevo San Andrés o Dos Hermanas. Pasaba por debajo de la MA-20 para llegar al Polígono Industrial Santa Bárbara.
Finalizaba el recorrido en la calle de los Hermanos Lumiére, si bien antiguamente la cabecera se encontraba en la glorieta de Santa Bárbara.
| Código | Parada                                 | Común con               | Otras conexiones              |
| ------ | -------------------------------------- | ----------------------- | ----------------------------- |
| 301    | PASEO DEL PARQUE – PLAZA GRAL. TORIJOS | 14 36 37 C1 N1          |                               |
| 164    | Paseo del Parque                       | 4 14 19 25 36 37 E N3   |                               |
| 1803   | Paseo del Parque – Plaza de la Marina  | 4 14 19 25 36 37 E N3   |                               |
| 119    | Alameda Principal Norte                | 37 C1                   |                               |
| 305    | Av. de Andalucía – Hacienda            | 3 5 9 10 C1 N1          |                               |
| 306    | Cuarteles – Perchel                    | 3 5 9 10 91 C1 N1       | Málaga-Centro-Alameda         |
| 307    | Cuarteles – Eslava                     | 3 5 9 10 16 20 27 C1 N1 |                               |
| 308    | Héroe de Sostoa – Estación             | 3 5 9 10 N1             | Intercambiador María Zambrano |
| 309    | Héroe de Sostoa – La Isla              | 3 5 9 10 16 27 N1       |                               |
| 310    | Héroe de Sostoa – Jardín de la Abadía  | 3 5 9 10 16 27 N1       | M-110 M-113                   |
| 312    | Héroe de Sostoa – Obras Públicas       | 3 5 9 10 16 27 A N1     |                               |
| 1202   | Av. Europa – Bda. Dos Hermanas         |                         |                               |
| 1203   | Av. Europa – Bda. El Torcal            |                         |                               |
| 1204   | Av. Europa – San Andrés 1ª Fase        |                         |                               |
| 1205   | Av. Europa – Vistafranca               |                         | Victoria Kent                 |
| 1206   | Av. Europa – La Luz                    |                         |                               |
| 1207   | Av. Europa – San Andrés 2ª Fase        |                         |                               |
| 1209   | Av. Europa – Cmno. Viejo de Churriana  |                         |                               |
| 1211   | Av. Europa – IES Santa Bárbara         |                         |                               |
| 172    | HERMANOS LUMIÉRE (P.I. Santa Bárbara)  |                         |                               |